# Porcellio babilonus
Porcellio babilonus là một loài chân đều trong họ Porcellionidae. Loài này được Rodríguez & Barrientos miêu tả khoa học năm 1993.